# バーバラ・マクリントック
バーバラ・マクリントック（Barbara McClintock, 1902年6月16日 - 1992年9月2日）は、アメリカ合衆国の細胞遺伝学者。トウモロコシを用いた染色体の研究で知られる。トランスポゾンの発見により1983年にノーベル生理学・医学賞を受賞している。
コネチカット州ハートフォードに生まれる。1923年にコーネル大学を卒業し、1927年に同大学で植物学の分野で博士号を得る。コーネル大学やNRCで研究員を務めた後、1936年から1941年までミズーリ大学で助手になる。1942年から1967年にワシントン・カーネギー協会の遺伝子部門のコールド・スプリング・ハーバー研究所の研究員となる。
マクリントックがトランスポゾンの存在を発見したのはDNAの構造が判明する以前の時代であり、余りに先駆的な学説に長らく学会で無視されていた時代もあった。その学説が後年の分子生物学の技術の発展により証明されるに至り、81歳と高齢でのノーベル賞受賞となったが、その一報を聞いたマクリントックは「まあ！」と一言つぶやいて、いつもの様にトウモロコシ畑に帰って行ったという。
また1970年には、ニクソン大統領よりアメリカ国家科学賞を、1982年には、利根川進（1987年ノーベル医学賞受賞者）と共にコロンビア大学よりルイザ・グロス・ホロウィッツ賞を授与されている。

## 経歴

### 生い立ち

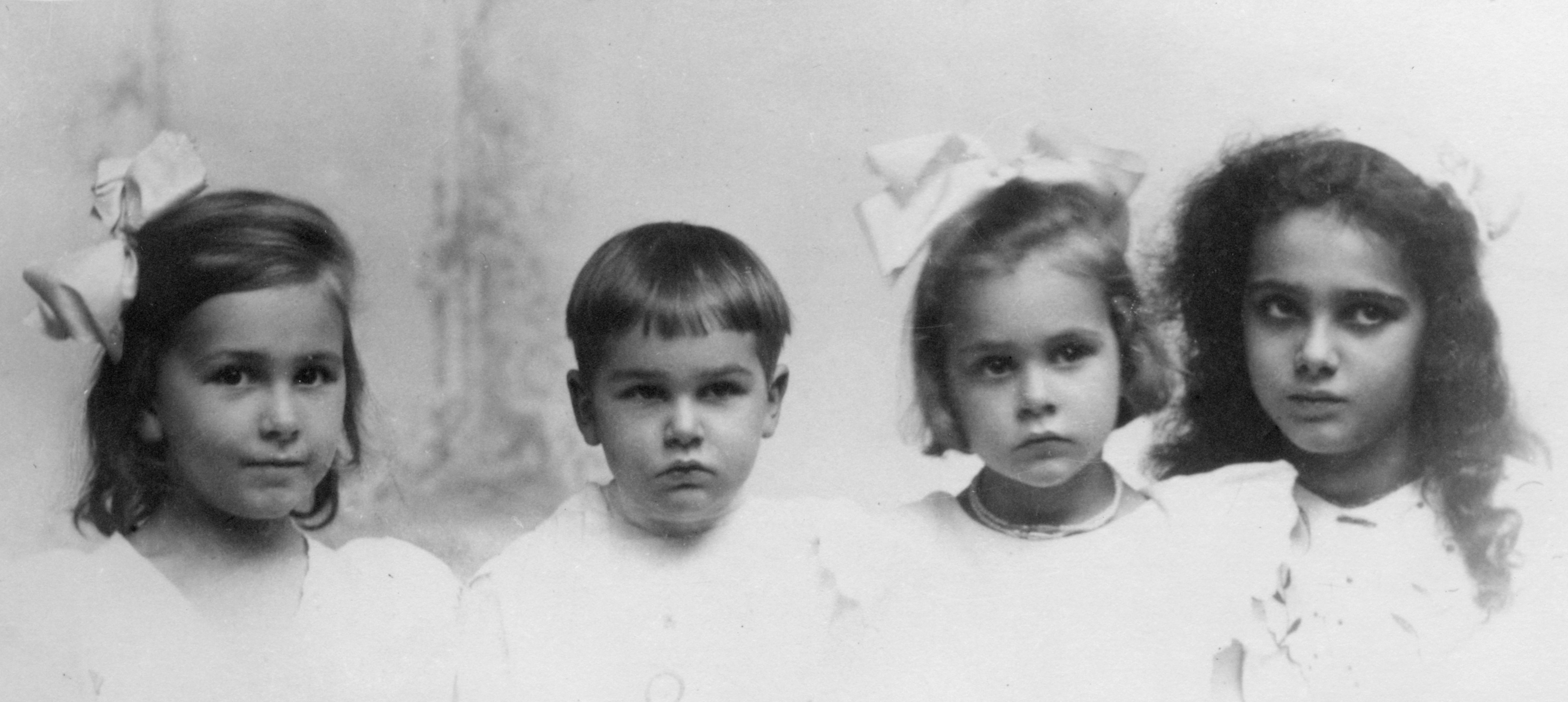
バーバラ・マクリントックの兄弟。左から3番目がバーバラ

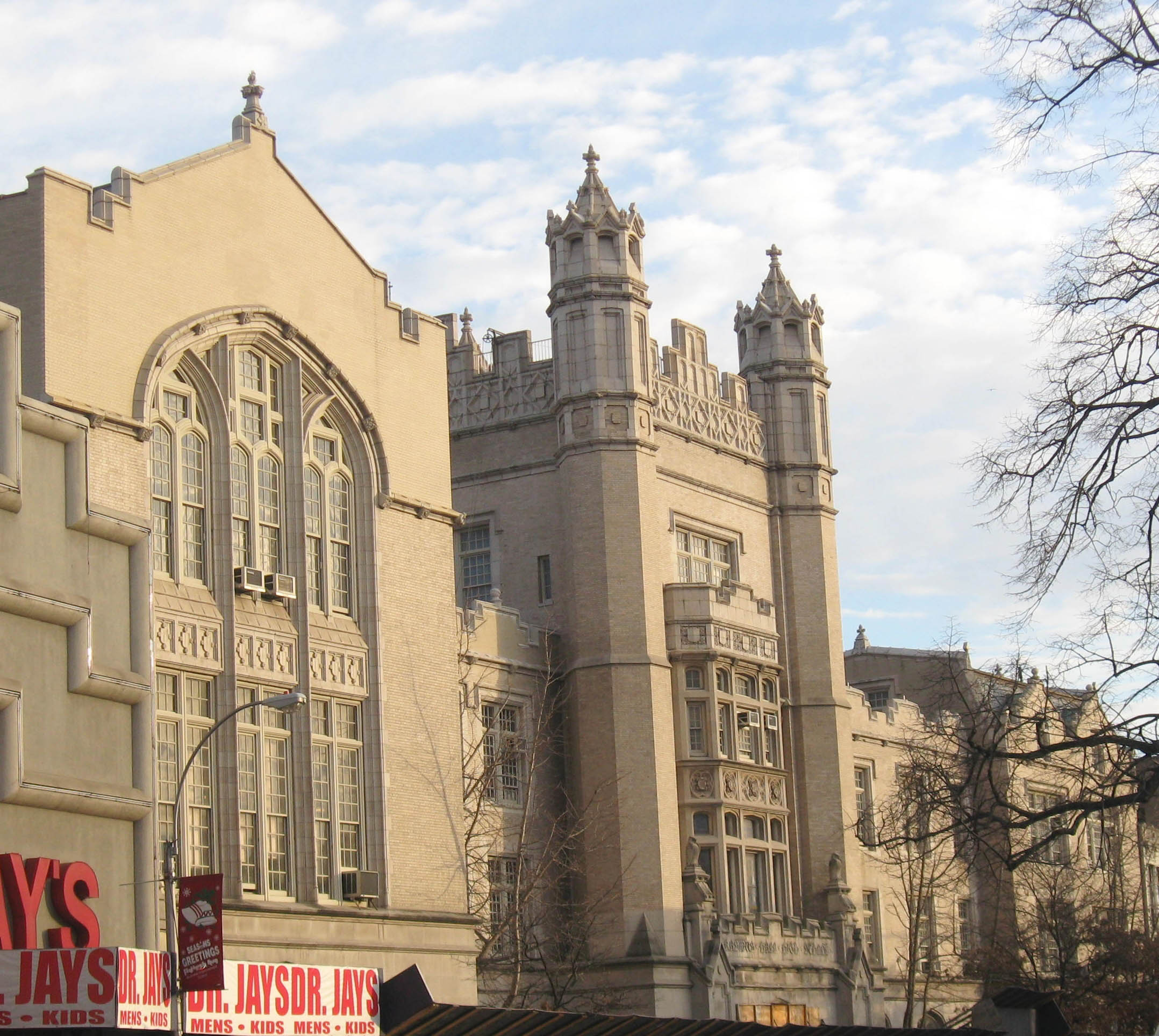
バーバラが通ったエラスムス・ホール高校

バーバラ・マクリントックは医者トーマス・ヘンリー・マクリントック、ピアノ教師サラ・ハンディ・マクリントックの4人の子供の3番目として夫妻の結婚4年目にコネチカット州ハートフォードに生まれた。非常に早熟で「一人で何でもできる子」と呼ばれていた。両親はトーマスの医学部卒業直後に結婚しており、バーバラの幼い頃はまだ父の稼ぎが少なく、母もピアノ教師として家を空けることが多かったため、バーバラはよく一人で置かれた。弟が生まれると、バーバラは口減らしのため3歳頃から学校に上がるまでニューヨークブルックリン区のおば夫婦の家で育てられた。バーバラは一人で遊ぶことが多かったが、しっかりした子で、お転婆とも言われた。おば夫婦は鮮魚の行商をしており、幼いバーバラはそれに付き添い、後に「大変楽しかった」と思い出を述べている。ただしこの別れがやや影響し、その後も父とは仲良かったが、母とは若干不仲となった。
5歳になると家計は少しずつ好転し、バーバラも家に戻り、家族と共にブルックリンに移った。両親は子供の自主性を極端に重んじた。例えば、子供が帰宅後縛られることが無いように、学校に対して子供に宿題を出さないよう申し入れている。また、スポーツなどで男の子ばかりと遊ぶバーバラを注意する学校（近所のおばさんとする話もある:55）に対しても、好きにさせるよう申し入れている。さらにはバーバラが学校に行きたくないと言い出したときには1学期もの不登校を認めている。当時からバーバラの集中力はものすごく、多量の読書をこなし、時に瞑想にふけった。ピアノのレッスンを始めた時にはあまりの熱心さのため体を壊すことを心配した母親に止めさせられたほどである:52。
バーバラはブルックリンのエラスムス・ホール高校に進み、そこで科学に興味を持ち、大学への進学を希望した。しかし、父トーマスが第一次世界大戦の従軍医に取られて家計的に苦しく、娘が高学歴を持てば婚期が遅れると思い（実際バーバラは死ぬまで独身だった）、母サラは反対した。実際、一度は職業紹介所に就職した:62。それでも帰国した父はバーバラを助け、1919年にコーネル大学への進学を果たした。大学の授業料は免除となり、大学進学が決まると手続きに関して母親は熱心に協力した:63。当時、女性が大学で学ぶというのはまだ必ずしも一般的ではなかったが、コーネルは比較的女性に開かれた大学だった:61。後の両親の記憶によれば当時のバーバラは進学先をコーネル大学に限ると決め込んでいたが、バーバラは自分がなぜコーネルを選んだのか覚えていないと語っている:62。

### コーネル大学

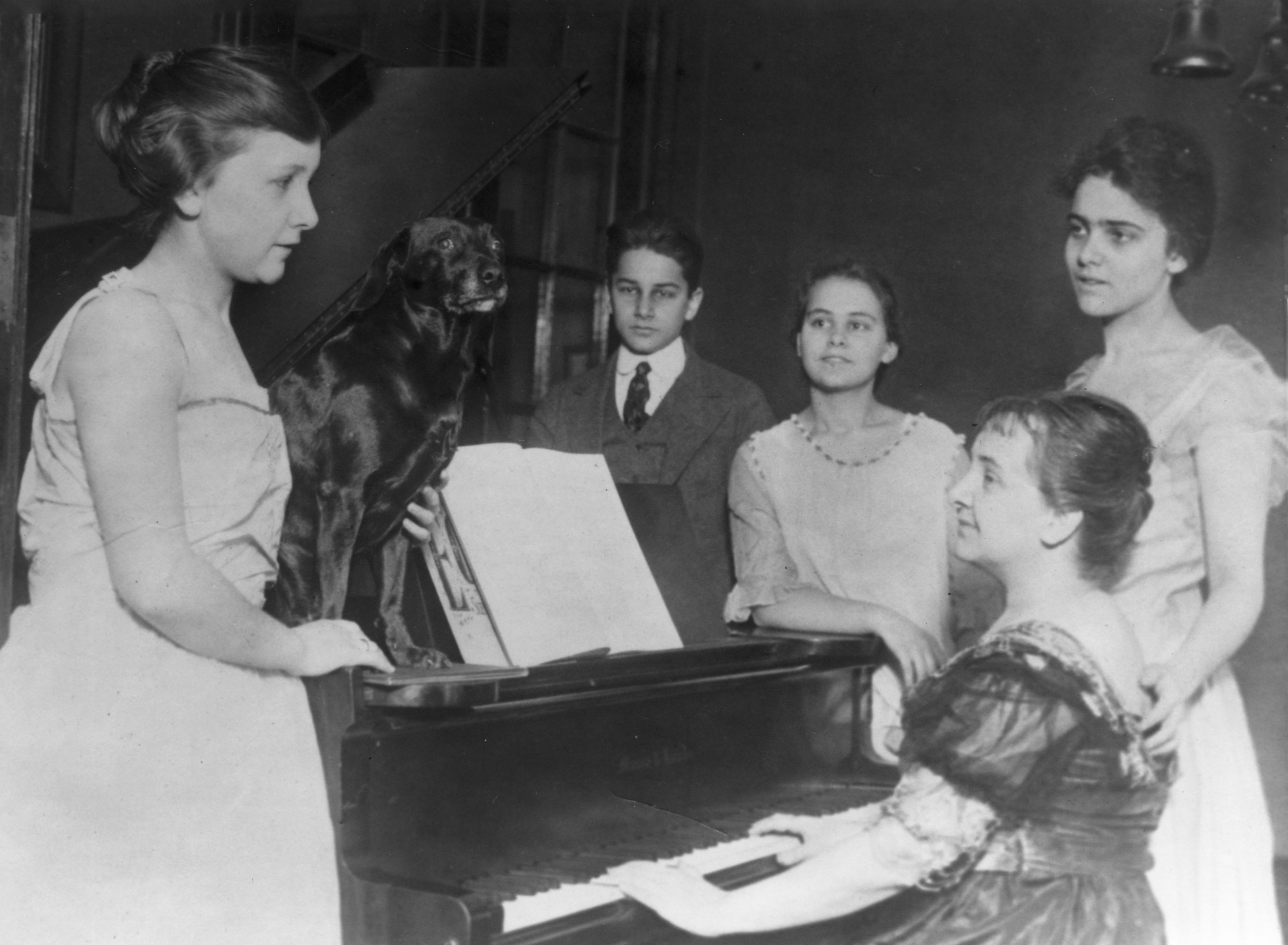
1910年代のバーバラ・マクリントックの家族。ピアノを弾いているのが母サラ。立っている左から3人目がバーバラ

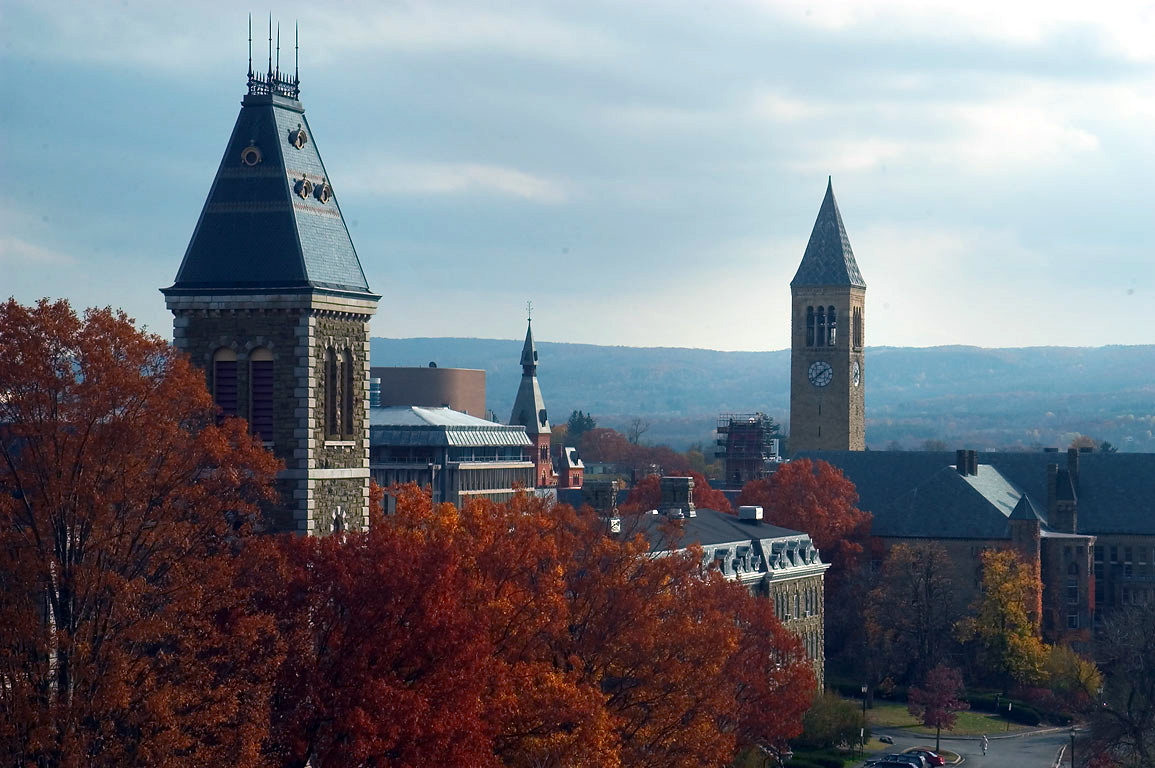
コーネル大学の建物

バーバラ・マクリントックは1919年にコーネル大学農学部に進学した。専攻は植物学を選んでいる。一年生の頃には男子に人気があり、たびたびパーティに誘われている。男子とのデートも頻繁だったが、友達の中で自分ひとりが誘われることがあることに逆に嫌気がさし、三年生のころには付き合いをやめている:64-68。
マクリントックは必要以上の講義に登録し、ちょっと受けてみてつまらない講義はそのまま行かず単位を落としていたので、学部時代の記録上の成績はあまり良くなかった。一方、在学中の1921年に初めて遺伝学を学んでいる。このコースはハーバード大学を模したもので、教師は植物栽培学者・遺伝学者のクロード・ハッチソンだった。ハッチソンはマクリントックの学才に目をつけ、1922年には大学卒業生向けの遺伝学コースに参加するよう、電話をかけている。マクリントックは後に遺伝学を志したきっかけについて、このハッチソンからの誘いかけだったと言い、「この電話が私の生涯を決め、その後も遺伝学に留まる事になった」と語っている。1923年には学士（BSc) を取得した（落とした単位が多かったため標準年数では卒業できなかった:69）。学部生の頃にはテナーバンジョーでジャズバンドの即興演奏もやっていたが、学部を卒業する頃には生物学に集中するために止めている:72。翌1924年からは自身の研究と並行して、植物学の指導教員となった。当時のコーネルでは女性が遺伝学を専攻することはできなかったので、1925年に取った修士号、1927年に取った博士号は植物学に関するものだった。
マクリントックは、仕事を成すためにチームが必要なことをよく知っていた。マクリントックは卒業研究を始めたころからトウモロコシを細胞遺伝学的に研究するための人材を集めていた。当時のコーネル大学では育種の専門家と染色体の専門家との協業がほとんどなかったため、マクリントックはチームにその双方を招いた。チャールズ・バーナム、マーカス・ローズ、ジョージ・ウェルズ・ビードル、ハリエット・クレイトンなどがいる。植物育種学科長のロリンズ・エマーソンがチームを応援した。当時エマーソンはトウモロコシの遺伝学についての権威であったが:86、細胞遺伝学については詳しくなかった。しかしエマーソンはこの後も長きに渡ってなかなか良い職を得られないマクリントックに研究場所を提供することになる。ジョージ・ビードルやマーカス・ローズも生涯の友となった。

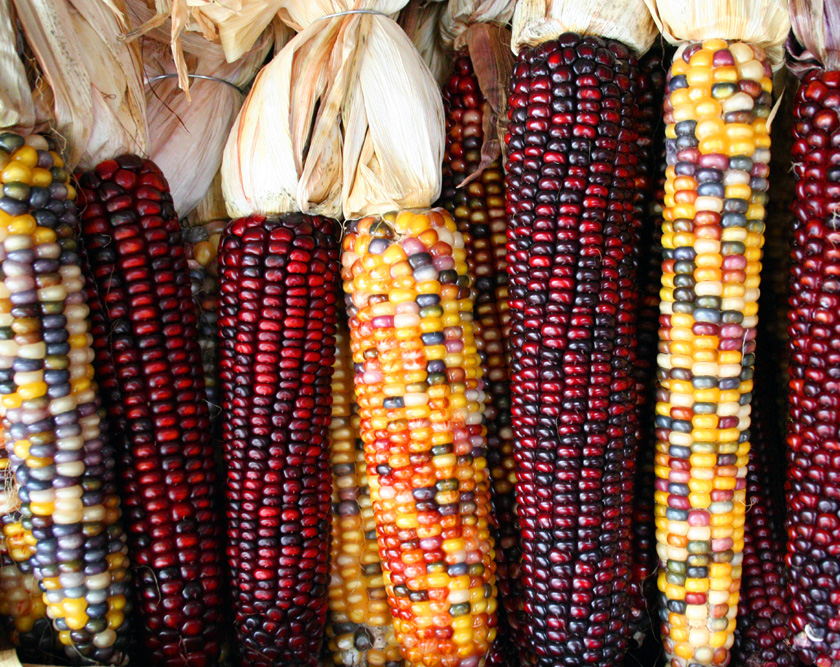
トウモロコシは実の一粒ずつが親株の別々の子供であり、見た目で判断しやすい特性が多いことから、当時の遺伝研究対象の花形だった。実の紫はアントシアニンによるもので、色の発現の有無は両親から遺伝する。

マクリントックは細胞遺伝学を研究するに当たって、トウモロコシの染色体を視覚化する技術に注力した。（この技術の一部は後に教科書に採用され、遺伝学を専攻する多くの学生が学ぶことになった。）マクリントックはトウモロコシの染色体を酢酸カーミン溶液で染色する技術を開発し、トウモロコシが持つ10の遺伝子の形態を初めて明らかにしている。マクリントックは、染色体の形態研究の成果から、特定の遺伝子を受け継ぐトウモロコシをグループ分けすること、つまり遺伝的連鎖を明らかにすることにも成功した。マクリントックは雑誌Geneticsに1929年に投稿した論文で三倍体染色体を持つトウモロコシの重要性について言及した。チームの一員でマクリントック生涯の友マーカス・ローズは後に、1929年から1935年にかけてコーネル大学から発表された重要な発表の17のうち10までがマクリントックの成果であると述べている。当時は気分転換にテニスをするのが好きで、チーム仲間で大学院生のクレイトンがよく相手をした:100。
1931年、マクリントックはクレイトンと共に、相同染色体の減数分裂時の乗換えと、遺伝形質の組み換えに関係があることを証明した。つまり、2人は染色体の乗換えがどのように起こり、それがどのように表現型に現れるかを観察した。これまでも、遺伝的組換えが起こるのは減数分裂の時であるとの予想はされていたが、それをトウモロコシで実験的に証明したのは初めてだった。マクリントックはトウモロコシとしては初となる染色体地図を作り、その中でトウモロコシの第9染色体に含まれる3つの遺伝子の表現型を明らかにした。この知見と技術は長らくマクリントックとクレイトンの研究の武器となった。マクリントックは、この研究成果を対外発表するにはまだデータが不足していると考えており、翌年のクレイトンの博士論文の題材にするつもりだったが、ショウジョウバエを使って初めて染色体地図を作ったトーマス・ハント・モーガンがたまたま訪れた際の強い勧めにより論文投稿され、モーガンの推薦で特別に早く米国科学アカデミー紀要に掲載された。当時ドイツのクルト・シュテルン（カート・スターン）もほぼ同じ研究をしていたので、モーガンのこの計らいがなければこの発見の栄誉はマクリントックに与えられなかった可能性が高い:102。モーガンはこの後もマクリントックに対し、しばしば重要な助力をすることになる（なお、モーガンはこの2年後の1933年にノーベル賞を受賞している）。

### ポスドク時代
これらの研究成果により、また、同僚の支持があったことにより、マクリントックは全米研究評議会から2年間分の研究奨学金を与えられた:109。当時、コーネル大学は女性研究者を正教員として雇うつもりが全く無かったので、マクリントックはこの資金を使い、職探しを兼ね、博士研究員としてコーネル大学の他、いくつかの大学を渡り歩いて研究を続ける事になった。ただしコーネル大学は雇用以外の点ではマクリントックに協力的であり、コーネル大学を去った後にもマクリントックに畑を貸し、実験器具も貸し与えている:109。マクリントックは大学間や畑を移動する足として中古のフォード・モデルAを買っていた:119。マクリントックは少ない生活費の中から車の維持費を捻出し、新しい洋服を何年も買わなかった。そもそも、生活費より多い収入を欲しいとも思っていなかった:127。

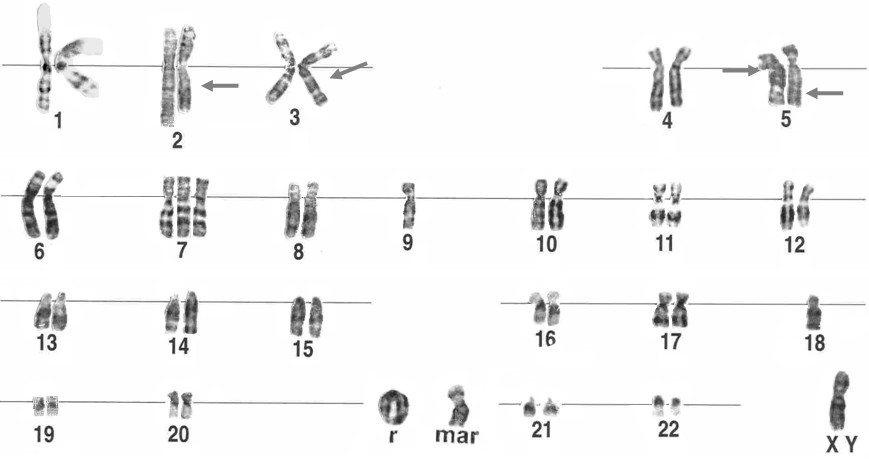
さまざまな形状の染色体。最下段中央の"r"が環状染色体で、マクリントックは人類初ではないものの独自にこれを発見した。

1931年の夏休み期間:22（29歳頃）、マクリントックは遺伝学者のルイス・スタドラーに招かれてミズーリ大学で過ごした。スタドラーはトウモロコシの花粉にX線を照射して異常を起こさせること、つまりX線で突然変異を起こさせる技術を持っており、マクリントックは早速、自身の研究に応用した。突然変異を起こした株は染色体にも異常が生じており、その株が減数分裂を起こす際に染色体に転移、逆位、欠損が発生することをマクリントックは観察した:111。
ミズーリ大学にいる間、マクリントックは葉に斑入りのトウモロコシを見つけていたが、その時は気に留めていただけだった。しかし、ミズーリ大学を離れた後にマクリントックは、カリフォルニア大学バークレイ校が発表した:115斑入りタバコに関する論文を読むことで:23、そのトウモロコシが環状染色体を持っていることに違いないと確信した。そこでスタドラーにその考えを伝え、斑入りのトウモロコシを育てるよう依頼した。その冬はカリフォルニア工科大学で過し、翌1932年夏、そのトウモロコシの実がなる少し前に再びミズーリ大学を訪れた。そしてその実を観察することで、環状染色体を発見した（ただし、これは世界初の発見ではない）:22。

### 短期間のドイツ留学

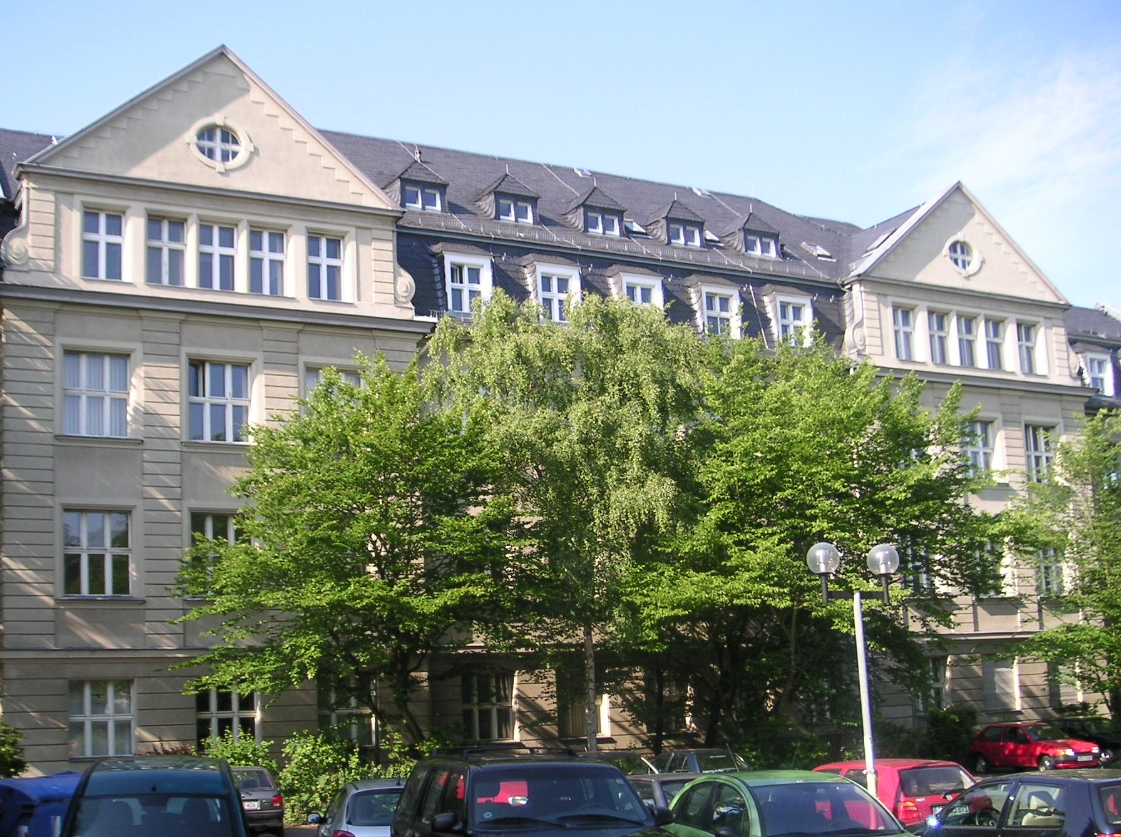
カイザー・ヴィルヘルム研究所。マクリントックはここの研究生活に馴染めなかった

全米研究委員会の研究奨学金が切れた1933年（31歳ごろ）、マクリントックはモーガン、エマーソン、スタドラーの推薦で、ドイツのグッゲンハイム研究奨学金を得た。当初の予定ではクルト・シュテルンの元に行く予定だったが、シュテルン改めカート・スターンが1932年にアメリカに移住していたため、カイザー・ヴィルヘルム研究所のリヒャルト・ゴルトシュミット（リチャード・ゴールドシュミット）の元で研究した。しかし、ちょうどそのとき誕生したナチス・ドイツの政策により、親しい研究者が迫害されたりしたため、ドイツはマクリントックにとって全く居心地が良い場所ではなく:121、わずか6ヶ月でコーネル大学に戻った。
マクリントックは帰国後も職を見つけられなかった。コーネル大学に限らず、当時女性研究者にはほとんどの場合、研究助手や研究者の妻といった形でしか仕事の機会が与えられなかった。しかし、マクリントックは女性向きの仕事を拒否した。かといって男性向けの仕事が与えられることもなかったので、結果としてマクリントックは研究以外の仕事をすることがほとんど無く、これが反抗的と解釈されることもあった:129。「マクリントックは気難しい」という評価をする人も多く、モーガンは「マクリントックは世間に敵意を持っているようだ」と語っており:123、マクリントックの優秀さを認める研究者も、自分の研究室でマクリントックを雇おうとはしなかった:129。
なお、今日、「マクリントックは女性だったため、能力に見合った待遇を得られなかった」と解説されることが多い。これは主にマクリントックとその知人を直接取材して作られたエブリン・フォックス・ケラーの半生記に基づいている。ところがマクリントックの死後伝記を書いた科学史家のナザニエル・コンフォートによれば、状況が若干違っている。コンフォートは「ケラーの伝記は『女性であるがゆえに正しく評価されなかった』という点に重点をおきすぎており、大げさである」と述べており、マクリントックの伝記を読む際には若干の注意が必要である。
モーガンはロックフェラー財団に働きかけ、その甲斐あって1934年10月から1年間、マクリントックに計1800ドルが支給されることになった。この頃に、マクリントックの父トーマスはロックフェラー財団に娘の就職の世話を依頼しており、これに対してマクリントックは大きく不快感を示している:127。一方、コーネル大学卒業以来の同僚だったマーカス・ローズもハーバード大学への就職が決まり、マクリントックはコーネルでの親しい同僚をほとんど失った:130。ロックフェラー財団からの資金援助はその後1年延長されたものの、3年目は無い旨が明言されていた。不安定な地位にマクリントックの士気は上がらず、1935年には論文2報を発表するものの、1936年には研究人生始まって以来の論文0という結果になった:129。

### ミズーリ大学へ

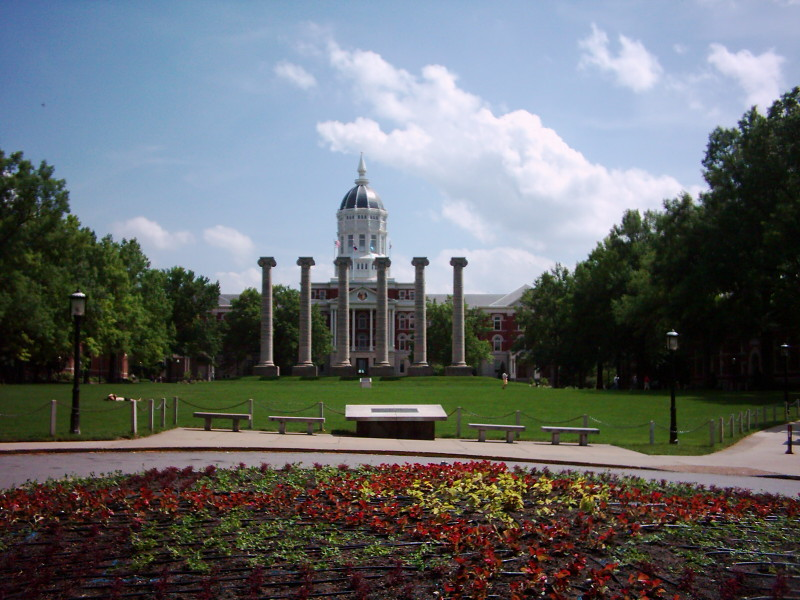
ジェッセホール。1893年に立てられたミズーリ大学のシンボル。

ミズーリ大学のルイス・スタドラーはマクリントックに職を与えることに熱心だった。スタドラーは大学の事務局を説得し、1936年の春にマクリントック（当時33歳）を研究助手として雇うことに成功した。実力から言っても年齢から言ってもマクリントックには低すぎる待遇だったが、初めての常勤であり、これによりマクリントックは研究に専念することができた。年俸は2700ドルであった（1937年時点）:144。
マクリントックはX線を使った遺伝に関する研究をさらに進めた。1938年、マクリントックは染色体のセントロメアの細胞遺伝学的な分析手法を考案し、セントロメアの構造と役割について報告している。この頃に、マクリントックの研究スタイルはほぼ確立していた。マクリントックは単調な作業を含めて、実験は自分の手で行うべきだと考えていた:166。得たデータを無理に自分の仮説に当てはめようとはせず、少数の例外についても注意を払った:157。そして、仮説を述べるときには必ず実験的なデータを準備するようにした:162。
しかし、ここでの生活も長くは無かった。マクリントックは、今の地位がスタドラーの好意によるものであり、普通のものではないと感じていた。例えば教職員の会議に呼ばれることもなく、他の大学から就職話が来てもマクリントックには知らされなかった。1939年（37歳頃）にはアメリカ遺伝学会の副会長に選ばれたが、大学での地位は助手のままだった。マクリントックは自分よりも業績が劣る研究者が助教授になっていくのが不満だった。マクリントックにも多少の問題があった。鍵を忘れた時に壁をよじ登って研究室に入ったり、大学院生は深夜に実験をしてはいけないという大学規則を独自の判断で破らせたり、優秀な学生の進学先にミズーリ大学以外の研究室を勝手に勧めたり、大学の行事に参加しなかったり、コーネル大学でのトウモロコシの収穫（まだコーネル大にも畑を持っていた）が遅れた場合に講義を休講にしたりと、大学側の都合はお構いなしだった。また、頭の悪い人間と議論する時に容赦が無いところもあった。マクリントックをミズーリ大学に招聘したスタドラーでさえ、マクリントックから見て実験技術の点で劣っており、辛辣な批評対象となった。マクリントックのこのような態度に周囲は憤慨した。
当時も変わり者の研究者は珍しくなかった。女性の研究者も皆無というわけではなかった。しかし女性で変わり者という研究者は珍しく、世間はマクリントックを持て余した。このような理由で周りと上手くいかず、結局所属学部長と喧嘩になり、1940年の夏（38歳）にミズーリ大学を辞職した:141。

### コールド・スプリング・ハーバー

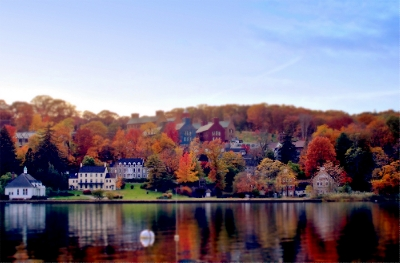
コールド・スプリング・ハーバー

マクリントックは長年の友でコロンビア大学教員になっていたマーカス・ローズがコールド・スプリング・ハーバー研究所に畑を持つことを知り、自分もそこで働くことを希望した。マクリントックはここの遺伝部門長ミリスラフ・デメレッツとも知り合いだったので、手紙を書き、就職の世話をしてもらった。コールド・スプリング・ハーバーは元々夏季限定の研究機関であり、冬になるとマクリントックと話ができるような研究者が居なくなってしまうのが難点で、マクリントックはしばらく迷っていたが、1942年にはとりあえず1年契約の臨時雇いの形で就職した:177（ここが結局生涯の職場となる）。当時は第二次世界大戦の影響で食糧やガソリンが不足していた。そのため研究所外との交流は大幅に制限されることになったが、その分、研究には専念できた。マクリントックの研究は進み、そのいくつかが論文として発表された:179。
1944年春（42歳頃）、マクリントックは女性としては史上3人目となる米国科学アカデミーの会員に選ばれた。また、コーネル大学時代からの友人でスタンフォード大学の教授ジョージ・ウェルズ・ビードルに誘われ、同年に短期間、スタンフォードを訪れた。ビードルはマクリントックに当時不明だったアカパンカビの染色体の挙動観察を依頼し、マクリントックはわずか2ヶ月でその仕事を完成させた:182。さらに同年、マクリントックは女性としては初めてアメリカ遺伝学会の会長に選ばれている:188。
マクリントックはコールド・スプリング・ハーバーに戻ると、その後6年をかけて後のノーベル賞受賞理由となる一連の研究に取り組んだ。1944年の夏、19歳年下のエブリン・ウィトキンがコールド・スプリング・ハーバーに来ると、マクリントックは彼女を日々の研究成果の話し相手に選んだ。ウィトキンは大腸菌の研究者ではあったが、マクリントックを崇拝し、マクリントックの研究を理解しようと努めた。その結果、マクリントックに「私の研究を理解するただ一人の人間」と認められた。マクリントックは、友人のマーカス・ローズでさえ自分の研究を完全には理解していないと考えていた:213。
1948年、後にDNAを発見するジェームズ・ワトソンが大学院生の立場でコールド・スプリング・ハーバーの夏期講習に参加しており、マクリントックのトウモロコシ畑の隣で野球をしていたと語っている:258。

### 6年分の成果に対する聴衆の沈黙

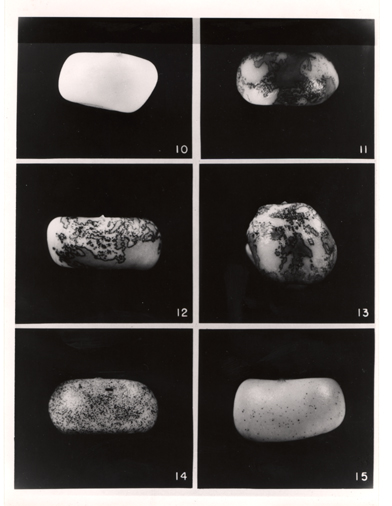
トウモロコシの実の写真。(10)無色の実、(11) - (13)遺伝子の中に、遺伝子を切断する能力を持つ要素Acを1つ持つ実。発色遺伝子の一部がAcの作用で働かなくなり、まだらになっている。(14)Acを2つ持つ実。無色の箇所が多くなっている。(15)Acを3つ持つ実。
マクリントックはメンデルの法則に従えばAcを1個だけ持つはずの実の中に、Acが無いもの、あるいはAcが2個ある実が混じっているのを見つけ、これは遺伝子の中でAcの位置が動いたために起こったのだと説明した

マクリントックはしばらくの間、自身の研究成果は研究所の年報に載せる程度であり、発表よりも研究データの積み重ねに注力した。そしてついに1951年（49歳頃）、コールド・スプリング・ハーバーのシンポジウムで成果を発表した。6年かけただけあって、マクリントックに言わせればデータはあらゆる反論に備えた完璧なものであった:219。
当時、遺伝にDNAが関係していることは判明していたが、その役割までは分かっていなかった。それでも、遺伝子が糸で結んだビーズのような構造をしており、減数分裂の時にまれに一部が切れたり繋がったりするとの考え方はあった。遺伝の研究は急速に進んでおり、今まで神秘的ですらあった遺伝の仕組みが、近い将来には古典的な物理現象、とりわけ化学現象として説明できるだろうと予想されていた。
マクリントックの発表は、このような学会主流の予想に全く逆行するものだった。マクリントックの発表によれば、減数分裂の際、一本の遺伝子の一部が、同じ遺伝子の全然別の部分、あるいは別の遺伝子に移動する場合があることを示していた。マクリントックはこの現象を「遺伝子内の要素の動き(transposition)」と呼んだ。マクリントックの説が正しいとすると、数珠繋ぎのビーズで例えるならば、たった1回の減数分裂の間に、5 - 10個目のビーズの一群がごっそり移動して30個目と31個目の間に割り込むようなことがありえることになる。ビーズとビーズの間が切れたり繋がったりすることはありえても、一部が別の場所に割り込んでまで移動するというのは奇想天外だった。この考えは、遺伝子の複製は単純な物理法則に従って行われている、という当時一般の予想に重大な疑問を投げかけるものであり、当時の研究者に受け入れられるものではなかった。
聴衆は、マクリントックの発表を沈黙で迎えた。マクリントックの観察によれば、聴衆の一部は失笑し、何かぶつぶつとつぶやく者もいた。マクリントックはこのような聴衆の反応にかなりのショックを受けた（ずっと後になってからの話であるが、この時の聴衆がマクリントックを否定したり嘲笑したりしたわけではなく、単にマクリントックの説明を理解できなかっただけだと推定する人もいる:235）。学会発表という形式が悪かったわけでもなく、1953年にマクリントックが発表した論文に対する別刷り請求はたった2件だった:219（当時は手軽なコピー機が無かったので、じっくりと読みたい論文があれば、研究発表者が持っている別刷りを送ってもらうのが普通だった。研究発表者は、別刷り請求の多寡で自分の研究の反響を知ることができた）。
1953年、ジェームズ・ワトソンとフランシス・クリックは、DNAが二重らせん構造を持っており、その複製原理をシンプルに説明できると発表した。これにより、マクリントックの学説はますます理由の説明が困難になった:237。マクリントックの研究の一部はロイヤル・ブリンクらにより確認されていたが、このような協力的な研究者は少数だった。
マクリントックは1956年にも発表を試みている。1951年に発表した「Ds-Ac系」に加えて、「Spm系」というさらに複雑な、それだけに「動く遺伝子」が存在するとしか考えられない例を発表した:272。しかしこれにも大した反響は無かった:222。これらの事件の後、マクリントックの対人関係に大きな変化が起きた。今までは、よく依頼講演を引き受け、他の研究者の訪問も歓迎していたが、次第に孤独を好むようになった。例えば高名な分子生物学者ジョシュア・レーダーバーグが訪ねてきた際に、彼が傲慢であるとして30分で追い返してしまった。レーダーバーグは周囲に対して「マクリントックは気違いかはたまた天才か」との感想を漏らしている。一方でドイツの遺伝学者シャーロッテ・アウアーバッハ（シャーロット・アワーバック）のように、マクリントックから丁寧な説明を受け、その後は熱心な支持者になっている人もいる:223。
マクリントックの半生記を書いたエブリン・フォックス・ケラーは「同時代の物理学者ファインマンも当時の人々に理解不能で奇想天外な仮説を発表をしていたが、彼はダイソンという世間との『通訳』を持っていたため、早くから正当な評価を得ていた。マクリントックの研究が理解されなかったのは、適当な通訳がいなかったためである」という意味のことを述べている:229。

### トウモロコシの起源についての研究

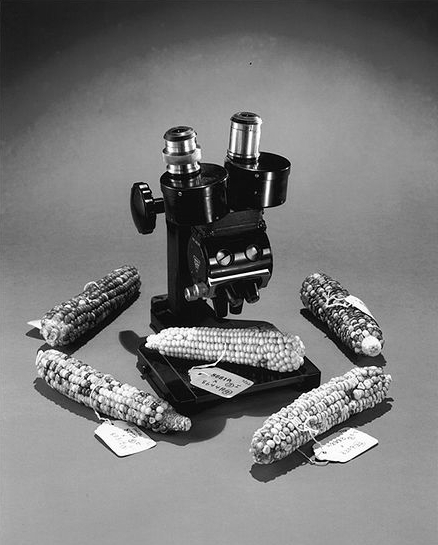
マクリントックが使用した顕微鏡。国立自然史博物館 (アメリカ) 蔵。

マクリントックは研究発表者としてはいわば暇になったため、1957年（55歳頃）からアメリカ国立科学財団とロックフェラー財団の資金援助で、南アメリカの野生トウモロコシの遺伝子の研究を行った。（動く遺伝子の研究自体は続けており、周囲から「コールド・スプリング・ハーバーを長年うろつく婆さん」との異名を貰っていた:220。）財団の目的は野生トウモロコシの絶滅危惧状況の把握だったが、マクリントックは併せてトウモロコシ栽培の伝播、さらには人類の移住と交易の歴史を知ろうとした:242。スペイン語も習得し、1958年から60年には南米に住んでの研究を行った:286。1962年からはノースカロライナ州立大学の4人の研究者の顧問格となった。この研究は長く続けられ、1981年にはアルミノ・ブルーメンシュタイン、タケオ・カトウ（Dr. Takeo Ángel Kato Yamakake, 2010年現在メキシコ国立農科大学の教授）と共著で成果を論文発表している。

### 動く遺伝子の再発見
1960年（58歳ごろ）、フランソワ・ジャコブとジャック・モノーは、DNAが単なる塩基配列の集まりではなく、遺伝要素を発現させるために必要な「オペロン」と呼ばれる部分をいくつも持ち、タンパク質の生成には離れたところにある複数のオペロンが関与するのだとする、いわゆるオペロン説を発表した。マクリントックは、この説と自分の研究成果とには非常に多くの類似点があることに気付き、それを論文にしてアメリカン・ナチュラリスト誌に投稿し:279、モノーにも写しを送った。しかしモノーですらマクリントックの研究の重要性に気付けず、1961年の総説の中でマクリントックの論文を取り上げていない:222。マクリントックは1965年にもブルックヘブンのシンポジウムで発表しているが、そこでも手ごたえは得られなかった:287。なお、モノーはオペロン説などの業績が認められて1965年にノーベル賞を取っている。
動く遺伝子の反響はほとんどなかったが、それ以外の点が評価されることは多くなってきた。まず1965年（63歳頃）に母校コーネル大学がアンドリュー・ディクソン・ホワイト記念教授（ただし非常勤）の地位を与えた:287。1967年にはコールド・スプリング・ハーバーの功労研究員となり、死の年までこの職を務めている。1970年にはリチャード・ニクソンからアメリカ国家科学賞を得ている（授賞式は翌年）。教授の立場で学生と話すこともあり、ある大学院生が「女の先生というものにはうんざりする」という愚痴をマクリントックにしたため（マクリントックはしばしば女であることを忘れられた）、この学生をたしなめている:128。

1978年4月、シンポジウム会場でハンガリーのジョージ・レデイと話すマクリントック

その後ようやく、マクリントックの「動く遺伝子」仮説を裏付けるような発見が次々と発表されることになった。1966年、ジョナサン・ベックウィスらは、ある種のバクテリオファージが細菌の遺伝子の途中に別の遺伝要素を挿入することができると発表した。これがありえるということになれば、マクリントックの説も奇想天外ではなくなる。さらには、サルモネラの薬剤耐性遺伝子がバクテリオファージによって伝播することも明らかになった。1972年、ピーター・スターリングラーとハインツ・ゼードラーは、本格的な論文としては初めて、マクリントックの研究を支持する見解を発表した。その後、ショウジョウバエでも似た現象が起こることが明らかになるなど、「動く遺伝子」の証拠が続々と見つかった:293。動く遺伝子はトランスポゾンと名付けられた。マクリントック自身も、1978年に遺伝子が環境の変化の影響を受ける仕組みについての発表を行っている:299。

### 栄誉・受賞
これらの発見を受け、マクリントックは1978年、ブランダイス大学からローゼンスティール賞を得た。1981年には生涯に年6万ドルを受け取れるマッカーサー栄誉賞、その翌日にはアルバート・ラスカー基礎医学研究賞を受け、同年ウルフ賞医学部門から5万ドルの基金を得、またトーマス・ハント・モーガン・メダルの初回受賞者となった。これらの受賞理由のいくつかには「遅すぎた評価ではあるが」との釈明が盛り込まれている。さらに1982年にはコロンビア大学からルイザ・グロス・ホロウィッツ賞、フランス科学アカデミーからシャルル＝レオポール・メイエ賞が贈られている。受賞に伴いマスコミが騒ぐのにはうんざりしていたようで、満場の記者会見の席ではあっさり「早く静かな研究室に戻りたいです」と述べている:38。それでもマクリントックはこの賞金で初めて新車を買うことができ、ホンダ・アコードを選んでいる:177。
女性科学者のエブリン・フォックス・ケラーによって、インタビューに基づいたマクリントックの半生記が出版されている。

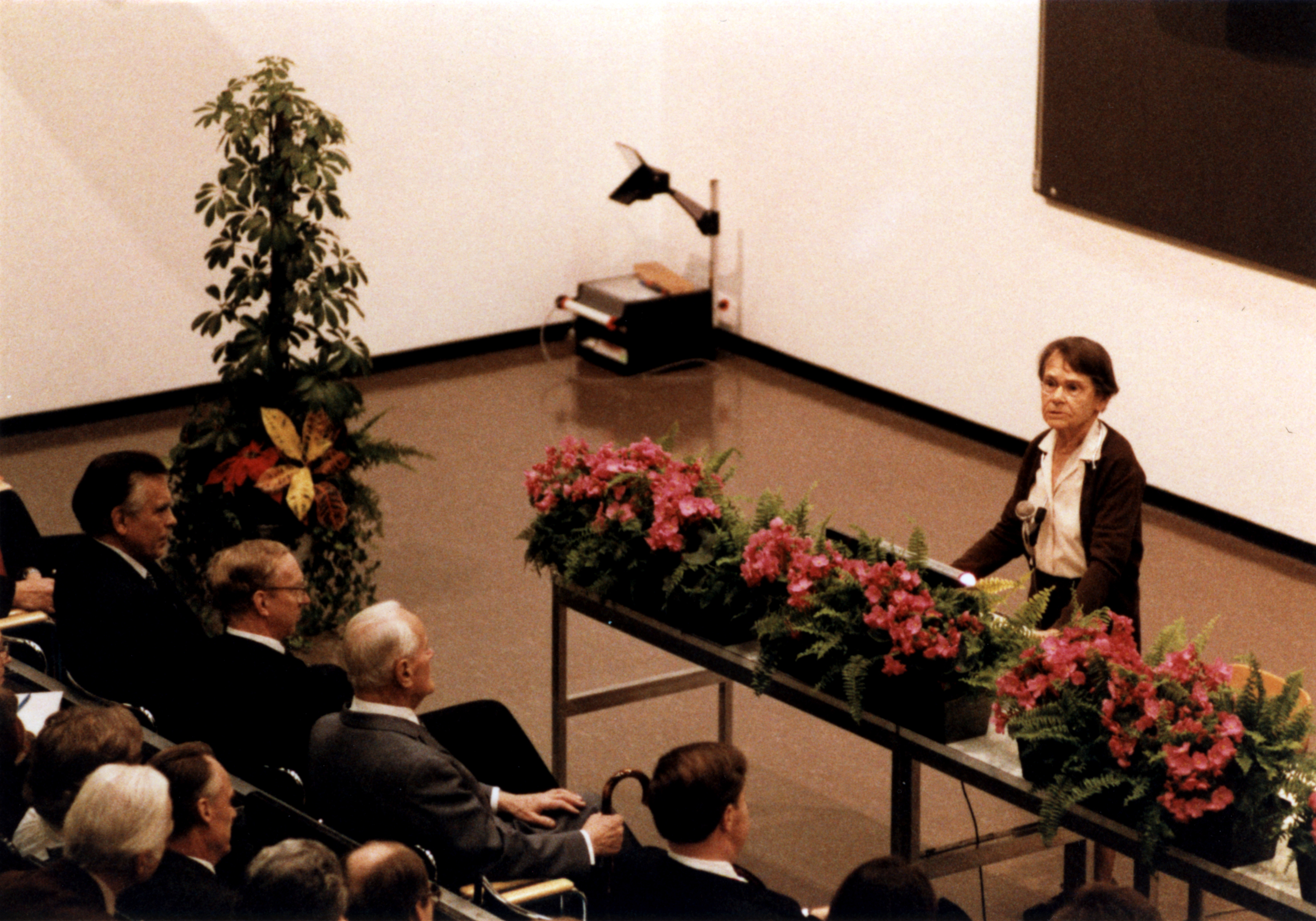
1983年12月、ノーベル賞受賞講演でのマクリントック

1983年にはトランスポゾンの発見を理由にして、ノーベル生理学・医学賞を受賞している。1993年にはアメリカ哲学協会からベンジャミン・フランクリン・メダルを没後受賞した。

### 死去とその後
1992年9月2日、マクリントックはハンティントン (ニューヨーク州)で90歳で死んだ。死の直前まで研究に興味を持っており、死の年の秋にもハーバードの友人から送られてきた著書を読み、その友人と電話で議論を交わしている:244。生涯未婚で、子も無かった。
スウェーデンでは1989年にノーベル賞学者シリーズとして切手が販売されている。2005年5月4日、アメリカ合衆国郵便公社も科学者を描いた切手4枚組みを販売しており、ジョン・フォン・ノイマン、ウィラード・ギブズ、リチャード・P・ファインマンと共に37セント切手（封書料金分）となっている。コーネル大学、コールド･スプリング・ハーバー研究所には、それぞれ小さいながらもマクリントックの名を冠した建物がある。ベルリンのアドラースホーフは研究都市として整備が進められており、通りの一つにマクリントックの名が付けられている。

## 主要著書・論文
- (1929) "A cytological and genetical study of triploid maize". Genetics 14:180–222
- Creighton, Harriet B. との共著 (1931) "A Correlation of Cytological and Genetical Crossing-Over in Zea Mays". Proceedings of the National Academy of Sciences 17:492–497. モーガンの強い勧めで投稿された論文。
- (1931) "The order of the genes C, Sh, and Wx in Zea Mays with reference to a cytologically known point in the chromosome". Proceedings of the National Academy of Sciences 17:485–91
- (1941) "The stability of broken ends of chromosomes in Zea Mays". Genetics 26:234–82
- (1945) "Neurospora: preliminary observations of the chromosomes of Neurospora crassa". American Journal of Botany. 32:671–78
- (1950) "The origin and behavior of mutable loci in maize". Proceedings of the National Academy of Sciences. 36:344–55. 「動く遺伝子」を最初に解説した論文。
- "Chromosome Organization and Genic Expression." Cold Spring Harbor Symposia on Quantitative Biology 16, (1951): 13-47. 「動く遺伝子」を説明した講演の原稿。Ds-Ac系について解説。
- (1953) "Induction of instability at selected loci in maize". Genetics 38:579–99. 反響が薄く、別刷り請求が2件しかなかった。
- "Controlling Elements and the Gene." Cold Spring Harbor Symposia on Quantitative Biology 21, (1956): 197-216. 動く遺伝子「Spm系」についての講演の原稿。
- (1961) "Some parallels between gene control systems in maize and in bacteria". American Naturalist 95:265–77. モノーの研究との類似性について論じたが、モノーにも注目されなかった論文。
- Kato, T. A. & Blumenschein, A. との共著 (1981) Chromosome constitution of races of maize. Its significance in the interpretation of relationships between races and varieties in the Americas.. Colegio de Postgraduados, Chapingo, Mexico. 南アメリカのトウモロコシの遺伝について述べた論文。
- (1983) "McClintock's notes for her speech at the Nobel banquet.". American Philosophical Society. Library. Barbara McClintock Papers. マクリントックの手書き。
- (1984) "The significance of responses of the genome to challenge". Science 226:792-801. 主要投稿としては最後[19]。

### マクリントックの研究のアーカイブ
- The Barbara McClintock Papers National Library of Medicineのサイト。写真右下のAll Documents - Articlesから主要論文を読むことができる。他の研究者とやりとりした手紙なども残されている。
- Barbara McClintock Papers, 1927-1991 at the American Philosophical Society

## 関連図書
- Bogdanov, Yu. F. (2002) A life devoted to science. In "Commemoration of the 100th anniversary of the birth of Barbara McClintock". Russian Journal of Genetics 38:984–87. PMID 12430570
- Fedoroff, Nina V. (1995). Barbara McClintock. Biographical Memoirs of the National Academy of Science[リンク切れ]. 68:211–36.
- Fedoroff, Nina V. 2002. "The well mangled McClintock myth". Trends in Genetics 18 (7): 378-379.
- Kass, L. B. 1999. "Current list of Barbara McClintock's publications". Maize Genetics Cooperation Newsletter 73: 42-48. Available online, 1998: Maize Genetics Cooperation Newsletter
- Kass, Lee B. 2000. "McClintock, Barbara, American botanical geneticist, 1902-1992". pp. 66–69, in Plant Sciences. edited by R. Robinson. Macmillan Science Library, USA.
- Kass, L. B. 2002. "The Tangled Field, by N. Comfort". Isis. 93 (4): 729-730.
- Kass, L. B., 2004. Identification of photographs for the Barbara McClintock papers on the National Library of Medicine website. Maize Genetics Cooperation Newsletter 78: 24-26, available online, 2003: Maize Genetics Cooperation Newsletter
- Kass Lee, B. 2007. Harriet B. Creighton (1909–2004), on Women Pioneers in Plant Biology, American Society of Plant Biologists website, edited by Ann Hirsch. Published online, February 2007: American Society of Plant Biologists
- Kass Lee, B. 2007. Barbara McClintock (1902–1992), on Women Pioneers in Plant Biology, American Society of Plant Biologists website, Ann Hirsch editor. Published online, March 2007: American Society of Plant Biologists
- Kass, L. B. and R. P. Murphy. 2003. "Will the real Maize Genetics Garden please stand up?" Maize Genetics Cooperation Newsletter. 77: 41-43. Available online, 2003: Maize Genetics Cooperation Newsletter
- Kass, L. B and W. B. Provine. 1999 (&1998). Formerly restricted interview with Barbara McClintock, now available at Cornell University Archives. Maize Genetics Cooperation Newsletter. 73: 41. Available online, 1998: Maize Genetics Cooperation Newsletter
- Kass, Lee B. Chris Bonneuil, and Ed Coe. 2005. "Cornfests, cornfabs and cooperation: The origins and beginnings of the Maize Genetics Cooperation News Letter". Genetics 169 (April): 1787-1797. Available online, May 6, 2005: Genetics Society of America
- Murphy, R.P. and L.B. Kass. 2007. Evolution of Plant Breeding at Cornell University: A Centennial History, 1907-2006. Department of Plant Breeding & Genetics, Cornell University, Ithaca, NY, pp. 1–98, Appendices A1-A98, Photo Section P1-P38. (July 2007).
- Kass, Lee B. 2007b. Barbara McClintock (1902–1992), on Women Pioneers in Plant Biology, American Society of Plant Biologists website, Ann Hirsch editor. Published online, March 2007: http://www.aspb.org/committees/women/pioneers.cfm#McClintock
- Kass, Lee B. 2007a. Harriet B. Creighton (1909–2004), on Women Pioneers in Plant Biology, American Society of Plant Biologists website, Ann Hirsch editor. Published online, February 2007: http://www.aspb.org/committees/women/pioneers.cfm#Creighton
- Kass, Lee B. and E. Cobb. 2007. Landmarks and milestones in American plant biology, the Cornell connection. Plant Science Bulletin 53(3, fall): 90-101). Available online, Sept 2007: https://web.archive.org/web/20101214121147/http://botany.org/plantsciencebulletin/psb-2007-53-3.pdf
- Kass, L. B. 2009. Barbara McClintock’s contributions to Biological Abstracts: Another Cornell connection. Maize Genetics Cooperation Newsletter 83: 20-21. http://www.agron.missouri.edu/mnl/83/pdf%20files/20Kass.pdf [issued Nov 1, 2009]
- Kass, L. B. and Chomet, P. 2009. Barbara McClintock, Pgs. 17-52, in J. Bennetzen and S. Hake, Editors, Handbook of Maize: Genetics and Genomics. Springer.
- Jones, R.N. 2005. "McClintock's controlling elements: the full story". Cytogenetics Research 109:90–103 PMID 15753564
- Lamberts, William J. (2000) "McClintock, Barbara". American National Biography Online. Oxford University Press
- McClintock, Barbara. (1987). The discovery and characterization of transposable elements: the collected papers of Barbara *McClintock, ed John A. Moore. Garland Publishing, Inc., ISBN 0-8240-1391-3.
- Fedoroff, Nina V and Botstein, David (1993) The Dynamic Genome: Barbara McClintock's Ideas in the Century of Genetics. Cold Spring Harbor Laboratory Press, New York. ISBN 0-87969-396-7